# 921 Jovita
921 Jovita eller 1919 FV är en asteroid i huvudbältet, som upptäcktes den 4 september 1919 av den tyske astronomen Karl Wilhelm Reinmuth i Heidelberg.
Asteroiden har en diameter på ungefär 55 kilometer.